# 빤스맨의 위대한 모험
《빤스맨의 위대한 모험》(영어: The Epic Tales of Captain Underpants)은 드림웍스 애니메이션의 영화 《캡틴 언더팬츠》를 기반으로 제작된 미국의 텔레비전 애니메이션. 2018년 7월 13일부터 넷플릭스에서 첫 선보였다.

## 줄거리
말썽꾸러기 단짝 조지와 해롤드. 장난치고 만화 그리는 게 세상에서 제일 좋다! 심술쟁이 교장이 팬티 바람 히어로로 변신한다면? 뭘 물어봐, 당연히 이 녀석들 장난이지!

## 에피소드
등장 인물:
조지와 해롤드:엄청난 말썽꾸러기.만화책을 그린다.
크럽 교장 선생님:항상 아이들과 재미를 싥어한다.조지나 해롤드가 손가락을 튕기면 빤스맨으로 변한다.물에 젖으면 다시 교장쌤으로 돌아온다,
에리카:엄청난 능력의 소유자.훗날 세계 대통령이 되며,영웅 뻥뚜리로도 활약한다.
선생님들:크럽 쌤의 학교의 선생님들.하나같이 약하고 멍청하다.이중 추리닝 선생님은 손가락을 튕기면 사각빤스 하사가 된다
멜빈:엄청난 지능의 소유자. 온갖 발명품을 만든다.재미를 싥어하고,엘리트 악당 아카데미에 가고 싶어한다.훗날 크럽 쌤을 물러나게 하고 미래의 멜빈이 교장이 되지만, 어린 멜빈이 과거를 바꿔,다시 크럽쌤이 교장이 된다.
친구들:조지와 해롤드의 친구들. 하나같이 재능이 있다.
리 딩만:엄청난 인기의 배우.크럽 씨가 좋아한다.
캐시 씨:이름대로 돈이 엄청 많다.
미더바락 교수:빤스맨 우주로 가자에 나오는 박사.
막시 걸크러시:크럽의 고등학교 동창이자 우주비행사.
왕따시와 쪼꼬미: 빤스맨 우주로가자에 나오는 외계인들.